# Octopodiformes
Octopodiformes zijn een  superorde van inktvissen. Alle soorten zijn gekenmerkt door acht grijparmen.

## Taxonomie
De volgende ordes zijn bij de superorde ingedeeld:
- Octopoda
- Vampyromorpha